# 新田ゆう
新田 ゆう（にった ゆう、1994年10月18日 - ）は、日本のモデル、女優、グラビアアイドル。神奈川県出身。TRUSTAR所属。本名は新田 友香。

## 経歴
8歳からフィギュアスケートを始めた。小学6年生のときに開催された2006年トリノオリンピックで荒川静香が金メダルを獲得する姿を見て、さらに力を入れ、初出場した神奈川県の小学生大会で優勝すると、中学から強豪クラブの新横浜FSCに所属する。10年間の活動を経て、高校卒業時に引退する。女子フィギュア選手としては長身で股下が87センチメートルあり、当時から映える選手であった。浅田真央や安藤美姫は、当時の練習仲間である。
2013年4月、横浜薬科大学に進学する。2016年に『ミスブライダルモデルグランプリ』で全国大会に出場し、2017年に『ミス・ユニバース・ジャパン神奈川』ではファイナリスト第6位・特別賞を受賞するなど、ミスコンテストで優秀な成績をあげた。
2018年8月24日、先駆けて発売された写真週刊誌『FRIDAY』同年1月26日号（講談社）に掲載された水着グラビア企画「女子大生水着美女図鑑」が好評を得て、次いで発売されたデジタル写真集『女子大生水着美女図鑑 2018Summer』（講談社）にアザーカットが掲載される（いずれも「新田友香」名義）。
2018年12月31日、釣り具メーカー・タックルベリーのイメージガールである15代目ベリーガールズメンバーとなる。
2022年3月、横浜薬科大学を卒業して同大学の大学院修士課程（薬学研究科）へ進学する。
2022年7月4日発売の『週刊プレイボーイ』（集英社）の企画「次世代グラドルクビレ番付 2022年夏場所」で、「西の張出横綱」に選出される。
2022年8月にGMOアダムが主催する「日本グラビアクイーンコンテスト」にエントリーされ、同年11月にグランプリを受賞する。その特典として『週刊ポスト』12月16日号（小学館）に西田幸樹の撮影によるグラビアが掲載されたほか、2023年2月末に同社から写真集を発売することが発表される。
2023年2月27日、発売された1st写真集『YOU』にてセミヌードを初披露した。

### フィギュアスケートの戦績
- 所属：ハマFSC、のちに新横浜FSCへ移籍
  - 2006年 - リリーカップ神奈川 優勝、東京夏季ジュニア 競技大会 3位
  - 2007年 - リリーカップ神奈川 2位
  - 2008年 - スプリングトロフィー・フィギュアスケート競技大会 優勝

## 人物
- 2019年2月に発売された1stDVD『New Style』をきっかけとして、「グラビア界に超絶スタイルの新星が出現した」と話題になった[25]。
- 色素薄めのカワウソに似ているとよく言われる[12]。
- 地元球団である横浜DeNAベイスターズのファン[26]。
- 子供のころの夢は「プリンセス」。ひらひらした衣装を着るのが夢であり、フィギュアスケートもこのために始めた[12]。
- 性交渉を経験済みであることを公表しており、インタビューなどでは「性欲が強い」と自称している[10]。競技生活をやめてから男性に性交渉を1日6回求めたこともあり、呆れられたという[10]。

## 出演

### テレビ番組
- ナカイの窓（2018年、日本テレビ）- ウェディングモデル 役[27]
- 踊る!さんま御殿!!（2018年、日本テレビ）- 再現VTR出演
- 福バカドラマPJ「ご参考までに。5」（2019年、日本テレビ）- 深夜どマジメに働くクセ強めの女子43人の1人
- 内村さまぁ〜ず（2020年、TOKYO-MX）- 水着美女出演
- Mr.サンデー（2020年、フジテレビ）- VTR出演
- パチFUN!（2020年、テレビ愛知）
- 全力坂（2020年、テレビ朝日）- インフォマーシャル出演
- グラパー!ボクとおやすみ前のグラドルたち（2020年11月13日、BSスカパー!）
- 人志松本の酒のツマミになる話（2021年、フジテレビ）- レギュラー：バーテンダー 役
- 浜ちゃんが!（2021年、読売テレビ）
- いい福みつけ旅（2021年、奈良テレビ）
- クイズG1グランプリ（2021年、奈良テレビ）
- かまいガチ（2021年、テレビ朝日）- 相手 役
- 鎧美女 #87（2022年6月28日〈27日深夜〉、フジテレビONE）- 甲冑：黒田官兵衛[28]

### テレビドラマ
- ラジエーションハウス〜放射線科の診断レポート～　第6話（2019年、フジテレビ）- ウェイトレス 役
- 同期のサクラ　第2話（2019年、日本テレビ）- キャバクラ嬢 役
- LIFE!〜人生に捧げるコント〜 より「夜の連続テレビ小説 うっちゃん」第二話（2021年2月11日、NHK）- キャバ嬢 役

### ウェブ配信
- 途中下車の恋街（2018年7月、ABEMA）[29][30]
- 男女7人波物語 ―恋愛も、競走だー（2020年3月8日、ABEMA）- 恋人候補[31]
- チャンスの時間（2020年、ABEMA）
- 透明彼女（2020年、V☆パラダイス）
- 極楽とんぼのタイムリミット〜加藤浩次のギャラ総取り明日必ずバズる一芸コンテスト（2020年、ABEMA）
- アリスインプロジェクト『アイガク! 春フェス・オンライン2021』「アイガク・バトラーズ」（2021年4月24日 - 25日、ZAIKO）[32]
- アリスインプロジェクト『アイガク! バトラーズ&ストーリーズ』「アイガク・ストーリーズ」（2021年5月22日 - 23日、ZAIKO）[33]
  - 「メモリーレコード」（2021年5月22日） - イチカ 役
  - 「なごり雪」（2021年5月23日） - 田上紫央梨 役
- アリスインプロジェクト『アイガク! 夏フェス・オンライン2021』「アイガク・バトラーズ」（2021年8月1日、ZAIKO）[34]
- またまた帰ってきた妄想マンデー（2021年11月、ABEMA）
- ヒロミ・指原の“恋のお世話始めました”（2022年5月5日、ABEMA）[35]
- 佐久間宣行のNOBROCK TV（2022年6月18日、YouTube）[36]

### 映画
- ホラーちゃんねる（2019年1月13日、第4回秋葉原映画祭2019、監督：大橋孝史）- 川本千恵美 役[37]

### 舞台
- 放課後戦記（2017年）- 鴇色摩緒 役
- GO,JET!GO!GO! ZERO（2018年）- 夏代 役
- GO,JET!GO!GO! vol.5 〜涙のドラマティーニ、ガールズにライバル出現!?（2018年）- 夏代 役
- 大塚ドリームSHOW 第7回公演『HONEY TRAP』（2018年12月11日 - 16日・29日・30日、大塚ドリームシアター）[38]
- 大塚ドリームSHOW 第8回公演『GIFT』（2019年2月27日‐3月10日、大塚ドリームシアター）[39]
- JMAミュージカル『リトルマーメイド』（2019年8月31日、調布市 くすのきホール）- 海の精 アクオス 役
- LoKiプロデュース企画Vol.3『GIRLS FOREVER？』（2019年9月26日 - 29日、築地本願寺ブディストホール）- 西田 役
- 放課後戦記2020（2020年11月18日 - 23日、六行会ホール）- 鴇色摩緒 役
- ガスマスクの伊藤さん。2（2021年6月9日 - 13日、六行会ホール）- 強羅れいこ 役 / 脇上 役

### プロモーション
- 【テロから東京守る 警視庁 啓発編】（2018年6月 - 、警視庁）
- 東京競馬場大型スクリーンCM
- 都民共済 YouTube広告「誓いません」編（2019年8月 - ）
- 第一興商 LIVE DAMカラオケコンテンツ　グラカラDX （2021年1月17日 - 2022年1月16日配信）
- 横浜DeNAベイスターズFan by J:com サポーターキャスト

### グラビア
- FRIDAY 女子大生水着美女図鑑 （2018年1月12日発売）
- 女子大生水着美女図鑑デジタル写真集 vol.5 2018SUMMER（2018年8月25日発売）
- 週刊アサヒ芸能増刊 アサ芸Secret! (シークレット)VOL.60「実はスゴイ！グラビアアスリート列伝」（2019年10月3日発売）
- BOMB 2019年11月号「ルーキーだGo!Go!」（2019年10月9日発売）
- EXMAX 純白ビキニーズ　5月号（2020年3月26日発売）
- 週刊FLASH 自宅グラビア（2020年4月21日発売）
- EX大衆　アイドル38人のステイホームガイド（2020年6月15日発売）
- EXMAX DELUXE（2020年8月5日発売）
- 実話BUNKA超タブー10月号（2020年9月4日発売）
- 金のEXNEXT16号（2020年9月14日発売）
- 週刊アサヒ芸能増刊 アサ芸Secret（2020年10月7日発売）
- 週プレプラス偏愛ガールズクエスト（2021年7月20日・8月3日掲載）

### モデル
- 2017ミス・ユニバース・ジャパン神奈川ファイナリスト 特別賞
- レストラン ラファレル ウエディングモデル
- 就職の窓口 就活マネージャー イメージモデル
- Ray おしゃれヘアカタログ
- サンケイスポーツ電子版特別ページ「TOKU-MO」（2019年12月16日掲載）
- ザグレイテストボクシング　ラウンドガールズ
- みんから 新田ゆう-はじめてのミニバン選び webモデル

### イベント
- 渋谷警察署1日警察署長（2017年7月10日）
- 府中警察署1日警察署長（2018年9月16日）

### CM
- 森永おいしいトマトヨーグルト（2020年10月、森永乳業）

### MV
- 眉村ちあき　緑のハイヒール
- オメでたい頭でなにより「着火繚乱ビンビンビン」（2023年8月9日公開）[40]

## 作品

### イメージビデオ
※太字タイトルはBD版も同時発売。
- New Style（2019年2月22日、竹書房）[41]
- Only You（2020年8月20日、ラインコミュニケーションズ）[42][43]
- about YOU（2022年3月25日、スパイスビジュアル）[44][45]
- I Teach You（2023年3月20日、ラインコミュニケーションズ）[46][47]

### 動画配信
- 理想的彼女（2024年6月27日、ギルド）[48]

### VR
- はじめてのVR、はじめての私（2020年7月31日、ファンタスティカ）
- Stop! Look! Listans!（2020年8月8日、ファンタスティカ）

## 出版

### 写真集
- YOU（2023年2月27日、撮影：西田幸樹、小学館） ISBN 978-4096824245[49][50]

### デジタル写真集
- 女子大生水着美女図鑑 2018Summer（2018年8月24日、講談社、撮影：中場敏博）[16][17] ※参加者7人との合同、「新田友香」名義。
- OL制服1（2019年4月24日、パートナーシステム［RQ-LABOデジタル写真集］）[51]
- パジャマ＋ビキニ水着（2019年5月10日、パートナーシステム［RQ-LABOデジタル写真集］）[52]
- ビキニ水着1（2019年5月27日、パートナーシステム［RQ-LABOデジタル写真集］）[53]
- OL制服2（22019年6月12日、パートナーシステム［RQ-LABOデジタル写真集］）[54]
- ミニスカ制服＋ビキニ（2019年6月28日、パートナーシステム［RQ-LABOデジタル写真集］）[55]
- OL制服3＋ビキニ水着（2019年7月17日、パートナーシステム［RQ-LABOデジタル写真集］）[56]
- 私服＋ビキニ水着（2019年7月31日、パートナーシステム［RQ-LABOデジタル写真集］）[57]
- ビキニ水着2（2019年8月16日、パートナーシステム［RQ-LABOデジタル写真集］）[58]
- 落ち着かないメイドさん（2020年12月4日、グラビア学園）
- 落ち着かないレオタード（2020年12月4日、グラビア学園）
- 落ち着かない競泳水着（2020年12月4日、グラビア学園）
- 自撮り写真集（2020年12月4日、グラビア学園）
- 競これ 競泳水着これくしょん Vol.01･ Vol.02（2021年4月6日、デジタル出版）
- ゆうコンプリート！！（2021年4月8日、グラビア学園）
- 誰もいないからって･･･（2021年4月15日、サークルチェンジ［解禁グラビア写真集］）
- 先生のこと、名前で呼んでいいですか？（2021年6月14日、サークルチェンジ［解禁グラビア写真集］）
- ふたりきりのオフィスで･･･（2021年7月14日、サークルチェンジ［解禁グラビア写真集］）
- 先輩のこと､案外好きかも･･･（2021年8月13日、サークルチェンジ［解禁グラビア写真集］）
- 新田ゆう全巻セット189枚収録！！（2021年10月15日、サークルチェンジ［解禁グラビア写真集］）
- 競これ 競泳水着これくしょん Vol.03 ･ Vol.04（2021年11月7日、デジタル出版）
- I Teach You（2023年7月25日、ラインコミュニケーションズ［Idol Line］、撮影：横内禎久）
- 週刊GIRLS-PEDIA 052（2024年2月1日、KADOKAWA）[59]
- GIRLSフェロモン（2024年9月27日、講談社［ヤンマガデジタル写真集］）[60]
- 彼女の白衣を脱がせたら 1･2･DX（2024年11月15日、小学館［sabra net e-Book］）[61][62][63]